# رضا بن محمد سعيد عبيد
رضا بن محمد سعيد عبيد أو رضا عبيد أكاديمي سعودي، ومدير جامعة الملك عبد العزيز سابقاً، وعضو مجلس الشورى السعودي سابقًا، ويشغل حالياً رئيس مجلس إدارة مؤسسة اليمامة الصحفية.

## نشأته وتعليمه
ولد رضا عبيد في المدينة المنورة عام 1355 هـ الموافق 1936، نال شهادة البكالوريوس في العلوم تخصص كيمياء فيزياء، من جامعة القاهرة في مصر عام 1958، ثم حصل على شهادة الدكتوراة في الكيمياء الفيزيائية( كيمياء البلمرة) عام 1962، من جامعة ببرمنجهام في انجلترا.

## أعماله
عُين عبيد معيدًا في كلية العلوم جامعة الملك سعود في الفترة (1958 - 1959)، ثم أستاذًا للكيمياء الفيزيائية، ووكيل عميد كلية العلوم جامعة الملك سعود عام 1962، ثم عميدًا لكلية العلوم في جامعة الملك سعود في الفترة (1963 - 1971)، وكان وقتها أول سعود يتولى منصب عميد كلية العلوم، عمل رئيسًا لمجلس الإدارة ورئيس المركز الوطني للعلوم والتكنولوجيا في مدينة الملك عبد العزيز للعلوم والتقنية في الفترة (1977 - 1984)، عُين مديرًا لجامعة الملك عبد العزيز من عام 1404 هـ الموافق 1984 حتى عام 1414 هـ الموافق 1994، وما إن انتهت فترة ادارته للجامعة حتى عُين عضو في مجلس الشورى السعودي من عام 1994 حتى عام 1998.

### أكاديميًا
عمل الدكتور رضا عبيد في مجالس كثير من الجامعات السعودية، فقد عُين عضو المجلس الأعلى لجامعة الملك سعود بالرياض بموجب مرسوم ملكي في عام 1402 هـ وقد جددت العضوية لمدة ثانية، وعضو المجلس الأعلى لجامعة أم القرى بمكة المكرمة بموجب مرسوم ملكي عام 1407 هـ، وجددت العضوية لمدة ثانية، وعضو المجلس الأعلى لجامعة الملك فيصل عام 1410 هـ، وعضو المجلس الأعلى لجامعة الملك فهد عام 1412 هـ، وعضو اللجنة التحضيرية للجنة العليا لسياسة التعليم بالمملكة العربية السعودية، وعضو المجلس الأعلى لمدينة الملك عبد العزيز للعلوم والتقنية عام 1406 هـ.

## التكريم
حصل رضا عبيد على العديد من الأوسمة من عدد من الدول، وهي:
- وسام النجم الساطع من رئيس جمهورية الصين الوطنية.
- وسام القائد المتميز من رئيس جمهورية فرنسا.
- وسام الجدارة الألمانية الرفيعة من رئيس جمهورية ألمانيا الاتحادية.
- قلادة المعرفة لقادة مجلس التعاون الخليجي، من ملوك وأمراء دول مجلس التعاون الخليجي في دورة المجلس العاشرة التي عقدت في مدينة مسقط بعمان في عام 1989.